# Aulacomnium acuminatum
Aulacomnium acuminatum là một loài rêu trong họ Aulacomniaceae. Loài này được Lindb. & Arnell Kindb. mô tả khoa học đầu tiên năm 1891.